# Штурманская рубка
Шту́рманская ру́бка — помещение на корабле или судне (не обязательно расположенное в рубке), в котором размещают вахтенный пост штурмана. В штурманской рубке хранят карты, установлены приборы, используемые для определения местонахождения судна: эхолот, радиопеленгатор, вторичный компас (управляемый от главного гирокомпаса), хронометр, секстаны. Также в штурманской рубке установлены передатчик радиолокационной станции (РЛС) и барометр, имеют лоции, морской астрономический ежегодник и другие справочные материалы. На современном большом корабле обычно штурманская рубка объединена с рулевой рубкой в единое помещение, называемое «ходовой рубкой».